# 조 무공
조 무공(趙武公, ? ~ 기원전 387년) 혹은 조 무후(趙武侯)는 중국 전국 시대의 조나라(趙)의 제2대 군주(재위: 기원전 400년 ~ 기원전 387년)이다. 이름은 기록이 남지 않아 알 수 없다. 조 열후(趙烈侯)의 동생이다.

## 생애
기원전 400년, 열후가 병에 걸려서 병상에 누웠을 때, 조나라 제후가 된 지 3년이 지났지만, 나라의 기틀을 잡기 위해서, 어린 아들인 조장(趙章)이 아닌 성년이 된 동생에게 군위를 주었다. 하지만, 열후는 무공에게 후계자로는 조장(趙章)에게 군위를 물려주라는 유언을 하였다. 그러나 재위한지 13년인 무공이 사망을 하자, 열후의 유언을 어기고 무공은 자신의 아들에게 물려주려고 했다. 이 때문에 무공의 사후에 조나라는 군위를 다투는 쟁탈이 벌어졌다.
한편 조 무공이 조나라의 제후로 즉위하지 않고, 조 열후(趙烈侯)의 아들인 조 경후(趙敬侯)가 어린 나이로 즉위하고, 열후의 동생인 무공(武公)이 섭정이 되어 조나라의 실권을 잡았다는 설이 있다. 과거에 조 양자(趙襄子)의 아들인 조 환자(趙桓子)가 스스로 거병을 하였고, 조 환자를 반대한 조나라 신하들이 조 환자를 살해하여, 나라를 진정시켰다는 사건이 있었다. 과거의 사례로 조 무공은 조나라의 권력을 잡았지만 제후로 즉위 하지 않았다고 한다. 조나라 사람이 지은 세본(世本)에는 조 무공이 조나라 제후로 즉위한 기록이 없다. 죽서기년(竹書紀年)에는 조 열후의 연호가 조나라에서 계속 사용했다고 한다.